# 中山恵
中山 恵（なかやま めぐみ、1980年10月16日 - ）は、日本のスタイリスト。富山県出身。
オスカープロモーションに所属し、ファッションモデル・グラビアアイドル・俳優として活動していた。

## 略歴
- 高校生の頃より、読者モデルとして東京⇔富山間を頻繁に行き来していた。
- 進学と同時に上京。
- 読者モデルをしていた際に、CanCamの女性編集長に、オスカープロモーション、もしくはスペースクラフトに所属することを勧められる。
- その後オスカープロモーションに所属。2001年から4年間、レッスンを受けながら、CMや雑誌のモデルとして活動する。
- 2004年、『君が想い出になる前に』で女優デビュー。
- 2015年に昔からの夢であったファッション関係の仕事に就くため、芸能界を引退した。所属していたオスカープロモーションに改めて新入社員として入社し、後に社内専属スタイリストとして、正社員となった。

## 人物
- 趣味はファッションにまつわること。
- 漫画家を目指していた。
- 観月ありさの大ファンで、初めて買ったCDは「TOO SHY SHY BOY!」[2]。
- 『嬢王3 〜Special Edition〜』で共演したメンバーと仲が良い。

## 出演

### テレビドラマ
- ギンザの恋（2002年、日本テレビ）
- 君が想い出になる前に（2004年、フジテレビ） - 村岡優子 役 レギュラー
- Xmasなんて大嫌い（2004年12月13日 - 16日、日本テレビ） - 藤田千秋 役
- 富豪刑事（2005年、テレビ朝日） - 菊池裕美 役 レギュラー
  - 富豪刑事デラックス（2006年）菊池裕美 役 レギュラー
- 笑う三人姉妹（2005年、NHK総合） - なぎさ 役 レギュラー
- 刑事部屋〜六本木おかしな捜査班〜（2005年、テレビ朝日） - ケイ・ヨジン 役 レギュラー
- 着信アリ（2005年、テレビ朝日） - 西岡杏 役 レギュラー
- 2ndハウス（2006年、テレビ東京） - 川島久美子 役 レギュラー
- CAとお呼びっ!（2006年、日本テレビ） - 橋本彩 役 レギュラー
- きらきら研修医（2007年、TBS） - 霧島里美 役 レギュラー
- 李香蘭（2007年2月11日・12日、テレビ東京） - 陳雲裳 役
- 坊っちゃん先生〜北の果て島より〜（2007年2月20日、日本テレビ） - アヤ 役
- 肩ごしの恋人（2007年、TBS） - 柿崎千佳 役 レギュラー
- 暴れん坊ママ（2007年、フジテレビ） - 植松莉香 役 レギュラー
- 交渉人〜THE NEGOTIATOR〜（2008年、テレビ朝日） - 菅原由美 役 レギュラー
  - 交渉人〜THE NEGOTIATOR〜スペシャル（2009年2月28日）- 菅原由美 役　
  - 交渉人〜THE NEGOTIATOR〜2（2009年）- 菅原由美 役 レギュラー
- 刑事の現場（2008年、NHK総合） - 矢代千夏 役 レギュラー
- ホカベン（2008年、日本テレビ） - 吉川瑞穂 役 レギュラー
- 打撃天使ルリ（2008年、テレビ朝日） - 柚川麗美 役 レギュラー
- セレブと貧乏太郎（2008年、フジテレビ） - 江原まなみ 役 レギュラー
- ゴーストフレンズ（2009年、NHK総合） - 橘真知子 役 レギュラー
- メイド刑事（2009年、テレビ朝日） - 百瀬玲子 役 レギュラー
- サラリーマン金太郎2（2010年、テレビ朝日） - 倉田玲奈 役 レギュラー
- 嬢王3 〜Special Edition〜（2010年、テレビ東京） - 久遠恵流 役 レギュラー
- Dr.伊良部一郎 第7話（2011年3月20日、テレビ朝日） - 井沢真紀 役
- 十津川捜査班 十津川警部「家族」（2014年1月24日、フジテレビ） - ホステス 役
- マルホの女〜保険犯罪調査員〜 第4話（2014年5月9日、テレビ東京） - 葛西洋子 役

### バラエティ
- めざましテレビ早耳トレンドNo.1レギュラー（2003年〜、フジテレビ）
- 爆笑！レッドカーペット (2008年、フジテレビ)
- 秘密のケンミンSHOW (2007年〜、日本テレビ)
- 平成教育委員会 (2007年、フジテレビ)
- ケータイ大喜利 (2008年、NHK)

### 映画
- 交渉人 THE MOVIE タイムリミット高度10,000mの頭脳戦（2010年2月11日、東映） - 菅原由美 役

### 舞台
- ロイヤルホ☆ト2011（2011年5月23日 - 30日、六行会ホール）
- 半おに戦奇譚 -AMAGI-改（2011年11月30日 - 12月5日、六行会ホール）
- キタムラ印プロデュース公演#2「MARIONETTES-マリオネッツ-」（2013年2月20日 - 24日、キンケロ・シアター）
- 創造集団生活向上委員会 第27回公演「MUSASHI」（2013年4月10日 - 14日、シアターグリーン BOX in BOX THEATER）
- WHO IS SUNDAY GIRL（2013年11月6日 - 10日、千本桜ホール） - 座長

## 作品

### DVD
- See you again（2007年8月22日、イーネット・フロンティア）
- 漂流物語（2008年6月20日、リバプール）
- 上海序曲（2008年10月、彩文館出版）
- home leave（2009年9月4日、イーネット・フロンティア）

### 写真集
- 上海序曲（2008年9月、彩文館出版、撮影：西條彰仁）ISBN 978-4-7756-0336-9